# Ivana Tomljenović-Meller
Ivana Tomljenović-Meller, geborene Tomljenović (* 1906 in Zagreb, Österreich-Ungarn; gestorben 1988 in Zagreb, Jugoslawien), war eine jugoslawische Fotografin, Grafikdesignerin und Kunstlehrerin.

## Leben
Ivana Tomljenović war sportlich veranlagt und übte Leichtathletik, Skifahren, Basketball und Handball aus. Während ihrer Studienzeit in den 1920er Jahren hielt sie als Athletin mehrere Rekorde und war bei der Sportpresse beliebt.
Ab 1924 studierte sie an der Königlichen Akademie der Künste in Zagreb und schloss das Studium 1928 mit einem Diplom Cum Laude ab. Danach ging sie an die Kunstgewerbeschule in Wien. Dort brach sie 1929 ihr Studium ab, um an das Staatliche Bauhaus in Dessau zu gehen. Tomljenović nahm am Vorkurs von Josef Albers teil. 1930 gehörte sie der neu gegründeten Fotoklasse unter der Leitung von Walter Peterhans an. Ihr Hauptinteresse galt dem grafischen Design von Postern und der Fotobearbeitung.
Am Bauhaus Dessau wurde Ivana Tomljenović, die einer wohlhabenden Familie aus dem Bankenwesen und dem Kohlebergbau entstammte, zu einer emanzipierten, politisch linksgerichteten Intellektuellen. Sie entwickelte sich zu einer bekennenden Kommunistin und wurde Mitglied der Kommunistischen Partei Deutschlands. Sie trug den Decknamen Wirinea Hölz. 1930 wurde sie, wie andere kommunistische Studenten am Bauhaus, exmatrikuliert. Als der Bauhaus-Direktor Hannes Meyer 1930 aus politischen Gründen fristlos entlassen wurde, verließ sie mit anderen Studierenden Dessau. Sie ging nach Berlin, wo sie als Bühnenbildnerin und Grafikerin an den Piscator-Bühnen an der Seite von John Heartfield tätig war. Ab 1931 studierte sie offiziell Literatur an der Sorbonne in Paris, war aber als kommunistische Agentin im Einsatz. 1932 zog Tomljenović nach Prag und arbeitete als Grafikerin. Dort heiratete sie 1933 Alfred Meller, der ein Werbeunternehmen besaß. Beide entwarfen für Kaufhäuser spektakuläre Schaufensterdekorationen mit beweglichen und beleuchteten Elementen. Nach dem Tod ihres Ehemannes im Jahr 1934 kehrte sie in ihre Heimat zurück und war in Belgrad als Grafikerin und Dozentin tätig. Ab 1938 lebte sie in Zagreb und wurde nach dem Zweiten Weltkrieg Kunstlehrerin, wo sie im schulischen Bereich bis zum Jahr 1962 unterrichtete. Ihre fotografischen Werke aus der Zeit des Bauhauses befinden sich in der Sammlung des Museum of Contemporary Art in Zagreb.

## Werke
- Das Bauhaus in 57 Sekunden, 1930, Amateurfilm